# Камара, Ламин
Лами́н Камара́ (фр. Lamine Camara; род. 1 января 2004, Diouloulou, Зигиншор) — сенегальский футболист, полузащитник клуба «Монако» и сборной Сенегала.

## Клубная карьера
Камара начал карьеру в клубе «Каса Спортс». а после в футбольной академии «Дженерейшн Фут». В 2023 году Ламин подписал контракт с французским «Мецем». 22 апреля 2023 года в матче против «Сент-Этьена» он дебютировал в Лиге 2. По итогам сезона Ламин помог команде выйти в элиту. 13 августа в матче против «Ренна» он дебютировал в Лиге 1.

## Международная карьера
В 2023 году в составе молодёжной сборной Сенегала Камара выиграл молодёжный Кубок Африки в Египте. На турнире он сыграл в матчах против сборных Нигерии, Мозамбика, Египта, Бенина, Туниса и Гамбии. В поединке тунисцев Ламин сделал «дубль».
В 2022 году в матче против сборной Алжира Камара дебютировал за сборную Сенегала. 27 января в поединке Кубка КОСАФА против сборной Эсватини Ламин забил свой первый гол за национальную команду.

### Голы за сборную Сенегала
| #   | Дата           | Место                                  | Противник  | Счет | Результат | Соревнование                     |
| --- | -------------- | -------------------------------------- | ---------- | ---- | --------- | -------------------------------- |
| 01. | 13 июля 2022   | Стадион принцессы Магого, Квамашу, ЮАР | Эсватини   | 1:0  | 1:1       | Кубок КОСАФА 2022                |
| 02. | 15 июля 2022   | Мозес Мабида, Дурбан, ЮАР              | Замбия     | 1:1  | 3:4       | Кубок КОСАФА 2022                |
| 03. | 27 января 2023 | 19 мая 1956, Аннаба, Алжир             | Мавритания | 1:0  | 1:0       | Чемпионат африканских наций 2022 |

## Достижения
Международные
 Сенегал (до 20)
- Победитель молодёжного Кубка Африки — 2023